# Hargshamn
Hargshamn – miejscowość (tätort) w Szwecji, w regionie administracyjnym (län) Uppsala, w gminie Östhammar.
Według danych Szwedzkiego Urzędu Statystycznego liczba ludności wyniosła: 289 (31 grudnia 2015), 298 (31 grudnia 2018) i 300 (31 grudnia 2019).